# Pezoporus
Pezoporus és un gènere d'ocells de la família dels psitàcids.

## Taxonomia
Segons la Classificació del Congrés Ornitològic Internacional (versió 2.10, 2011) aquest gènere estava format per tres espècies:
- Pezoporus flaviventris
- Pezoporus occidentalis
- Pezoporus wallicus

El 2010 el COI havia segmentat P. flaviventris en una nova espècie, en base a un estudi que mostrava una profunda diferència en l'anàlisi mitocondrial. Tanmateix, en la revisió de la llista mundial d'ocells del COI del 2023 (versió 13.2), el tàxon fou finalment reagrupat com una subespècie de P. wallicus, donades la constatació de diferències morfològiques mínimes i que la divisió anterior s'havia basat en un únic gen mirocondrial. A més altres autoritats també els tracten com a coespecífics.